# Marceau Laurent
Pour les articles homonymes, voir Laurent.
Marceau Laurent , né le 9 janvier 1901 à Wahagnies et mort le 23 novembre 1976 à Wahagnies, est un homme politique français.

## Biographie

### Famille
Il est le frère d'Augustin Laurent, également député, maire de Lille et ministre, et le père d'André Laurent.

## Détail des fonctions et des mandats
Mandat parlementaire
- 6 décembre 1962 - 30 mai 1968 : député de la sixième circonscription du Nord

Mandats locaux
- août 1950 - 23 novembre 1976 : maire de Wahagnies
- 1967 - 1976 : conseiller général du canton de Pont-à-Marcq